# Archibald Garrod
Sir Archibald Edward Garrod (ur. 25 listopada 1857 w Londynie, zm. 28 marca 1936 w Cambridge) – angielski lekarz, specjalista genetyki molekularnej, autor określenia „wrodzone błędy metabolizmu” (ang. inborn errors of metabolism).
Był synem Sir Alfreda Baringa Garroda, lekarza z King’s College Hospital. Kształcił się w Marlborough College oraz Christ Church na uniwersytecie w Oxfordzie. W 1880 roku ukończył uczelnię z dyplomem z nauk przyrodniczych. Następnie odebrał wykształcenie medyczne w St. Bartholomew’s Hospital w Londynie. W latach 1884–1885 spędził kilka miesięcy na stażu lekarskim w Allgemeines Krankenhaus w Wiedniu. W 1885 uzyskał tytuły BM i MA na Oksfordzie i został członkiem londyńskiego Royal College of Physicians. Przez następne 20 lat pracował jako lekarz w wielu londyńskich szpitalach.
W 1886 roku poślubił Laurę Elizabeth Smith; miał trzech synów i córkę Dorothy Garrod, która została archeologiem.
W swojej praktyce lekarskiej był propagatorem badań naukowych jako podstawy rozwoju medycyny. Opublikował szereg prac naukowych, m.in. An Introduction to the Use of the Laryngoscope (1886) i A Treatise on Rheumatism and Rheumatoid Arthritis (1890). Był współzałożycielem pisma Quarterly Journal of Medicine, które miało pomóc we wprowadzeniu badań naukowych jako metodę postępu nauk medycznych. Współpracował także z Frederickiem E. Battenem i Hugh Thursfieldem w pracach nad wydaniem podręcznika pediatrii Diseases of Children (1913).
Prowadził badania naukowe, w których starał się znaleźć powiązanie między wynikami badań biochemicznych (np. moczu) z regułami genetyki mendlowskiej.
Zajmował się badaniami nad dziedziczną chorobą alkaptonurią. Zaobserwował, że choroba dziedziczy się w sposób autosomalny recesywny i zaproponował wyjaśnienie patogenezy tej choroby poprzez związek między dziedziczonymi cechami a pewnego rodzaju niedoborem lub brakiem określonych enzymów potrzebnych dla normalnych procesów chemicznych w komórce. Uważał, że to determinanty dziedziczności kontrolują produkcję enzymów i że aktywność danego enzymu zależy od stanu związanego z nim genu. W 1902 roku opublikował wyniki swoich badań w pracy The Incidence of Alkaptonuria: a Study in Chemical Individuality.
W następnych latach Garrod pogłębił i rozszerzył swoje badania oraz ugruntował hipotezy z nich wynikające. Sformułował m.in. tezę „jeden gen, jeden enzym”. W 1908 roku zaprezentował całość swoich prac przed Royal College of Physicians w wykładzie zatytułowanym Inborn Errors of Metabolism (Wrodzone wady metabolizmu), który został opublikowany w roku 1909. Garrod oprócz badania alkaptonurii zajmował się też studiami nad takim genetycznie uwarunkowanymi chorobami jak: cystynuria, pentozuria i albinizm.
W uznaniu jego zasług na polu badań medycznych Garrod został w 1910 roku członkiem The Royal Society, a w 1918 otrzymał tytuł szlachecki.

## Prace naukowe
- The Nebulae: A Fragment of Astronomical History (Oxford, 1882).
- An Introduction to the Use of the Laryngoscope (1886).
- A Treatise on Rheumatism and Rheumatoid Arthritis (1890).
- A Handbook of Medical Pathology, for the Use of Students in the Museum of St Bartholomew’s Hospital (1894), współautor z Sir W.P. Herringhamem i W.J. Gowem.
- A Treatise on Cholelithiasis, Bernhard Naunyn, tłumaczenie Archibald Garrod (London, 1896).
- Clinical Diagnosis, Rudolf von Jaksch, pod red. A. Garroda (London, 5. wyd., 1905).
- Inborn Errors of metabolism (1909), 2. wyd. 1923.
- Diseases of Children (1913), z Frederickiem E. Battenem i Hugh Thursfieldem.
- The Inborn Factors of Disease (1931).